# Кошоли
Кошоли (пол. Koszoły) — село в Польщі, у гміні Ломази Більського повіту Люблінського воєводства. Населення — 263 особи (2011).

## Історія
1680 року вперше згадується церква східного обряду в селі.
За даними етнографічної експедиції 1869—1870 років під керівництвом Павла Чубинського, у селі переважно проживали греко-католики, які розмовляли українською мовою.
У міжвоєнні 1918—1939 роки польська влада в рамках великої акції руйнування українських храмів на Холмщині і Підляшші перетворила місцеву православну церкву на римо-католицький костел.
У 1975-1998 роках село належало до Білопідляського воєводства.

## Населення
Демографічна структура станом на 31 березня 2011 року:
|          | Загалом | Допрацездатний вік | Працездатний вік | Постпрацездатний вік |
| -------- | ------- | ------------------ | ---------------- | -------------------- |
| Чоловіки | 130     | 27                 | 82               | 21                   |
| Жінки    | 133     | 28                 | 52               | 53                   |
| Разом    | 263     | 55                 | 134              | 74                   |